# Sarah von Essen
Sarah O'Neill von Essen (født 1975) er en dansk journalist og forfatter.
von Essen er uddannet cand. mag. i historie og kulturstudier fra Sussex Universitet, Columbia Universitet og Københavns Universitet.
Hun udgav en bog om Hillary Clinton i 2007, og var førsteforfatter på 9. bind af PET-kommissionens beretning om Politiets Efterretningstjenestes overvågning af den antiimperialistiske venstrefløj, herunder Blekingegadebanden.
Hun arbejder som freelancer i DR Dokumentar.
Hun er tilrettelægger på DR Radios program Sprogminuttet.